# الصحراء الملونة (فلم 1931)
الصحراء الملونة (بالإنجليزية: The Painted Desert) فيلم أمريكي بالأبيض والأسود تم إنتاجه عام 1931 تتركز قصته حول الغرب الأمريكي، بطولة ويليام بويد.

## روابط خارجية
- مقالات تستعمل روابط فنية بلا صلة مع ويكي بيانات